# Falces (mitologia)
|  | Pel que fa al municipi de Navarra,vegeu Falces. |

Falces (en grec antic Φάλκης) va ser, segons la mitologia grega, un fill de Temen, i per tant, un heràclida. Va ser rei de Sició, ciutat de la que es va apoderar en una incursió nocturna. Al rei anterior, Lacèstades, Falces el va fer corregent, ja que també era un descendent d'Hèracles. Va aixecar un temple a Hera, perquè deia que la deessa l'havia guiat en la conquesta de la ciutat.
Falces i els seus germans, Cerines i Agreu, van anar a la ciutat d'Epidaure amb la intenció de separar a la seva germana Hirneto del seu marit Deifontes. Deifontes havia estat nomenat per Temen corregent de l'Argòlida. Però els nois temien per la seva herència i van matar el seu pare mentre es banyava al riu. Deifontes i Hirneto van marxar a Epidaure. Els fills de Temen van anar a Epidaure i van parlar amb la seva germana Hirneto, per convèncer-la que els entregués el seu marit. Van aturar el carro on viatjaven al peu de la muralla i van dir que volien parlar amb Hirneto. Van llançar falses acusacions contra Deifontes, li van prometre que si tornava a Argos la casarien amb un home més poderós. Ella va dir que Deifontes era un bon marit, i un gendre exemplar de Temen, i que a ells els haurien de dir assassins de Temen, més que fills seus. Falces i Cerines la van agafar, la van pujar al carro i van fugir. Un noi va córrer a avisar Deifontes. Quan aquest els va trobar, va disparar a Cerines i el va matar. Como que Falces tenia agafada a Hirneto, va tenir por de ferir-la a ella i el va provar d'agafar amb les mans. Falces va resistir-se i agafant fort a Hirneto la va matar, perquè estava embarassada. Falces va tenir un fill, Règnidas.